# Brandon Solazzi
Brandon Solazzi (Cattolica, 1º maggio 1997) è un cestista italiano.

## Carriera
Esordisce in Serie A nella stagione 2015-16 con la Victoria Libertas Pesaro.
Gioca la sua prima partita contro la Pallacanestro Reggiana e segna i suoi primi punti contro Vanoli Cremona. 

## Statistiche
| Stagione        | Squadra         | Competizione    | Partite | Partite | Partite | Statistiche tiro | Statistiche tiro | Statistiche tiro | Altre statistiche | Altre statistiche | Altre statistiche | Altre statistiche | Altre statistiche |
| Stagione        | Squadra         | Competizione    | Pres.   | Titol.  | Minuti  | Tiri da 2        | Tiri da 3        | Liberi           | Rimb.             | Assist            | Rubate            | Stopp.            | Punti             |
| --------------- | --------------- | --------------- | ------- | ------- | ------- | ---------------- | ---------------- | ---------------- | ----------------- | ----------------- | ----------------- | ----------------- | ----------------- |
| 2014-2015       | V.L. Pesaro     | Serie A         | 1       | 0       | 1       | 0/0              | 0/0              | 0/0              | 0                 | 0                 | 0                 | 0                 | 0                 |
| 2015-2016       | V.L. Pesaro     | Serie A         | 7       | 0       | 8       | 0/2              | 0/0              | 1/2              | 0                 | 0                 | 1                 | 0                 | 1                 |
| 2016-2017       | Pistoia         | Serie A         | 3       | 0       | 13      | 0/0              | 0/1              | 2/4              | 0                 | 1                 | 0                 | 0                 | 2                 |
| Totale carriera | Totale carriera | Totale carriera | 11      | 0       | 22      | 0/2              | 0/1              | 3/6              | 0                 | 1                 | 1                 | 0                 | 3                 |